# The Mysterines
The Mysterines ist eine englische Rock-Band aus Liverpool.

## Geschichte
Die Band wurde 2014 von der Sängerin und Gitarristin Lia Metcalfe und dem Bassisten George Favager und dem Schlagzeuger Zak McDonnell gegründet. Metcalfes Vater Andrew war Sänger der Band Sound of Guns. McDonnell wurde etwa ein Jahr nach der Gründung durch Chrissy Moore am Schlagzeug abgelöst. Im Jahre 2019 debütierte die Band mit der EP Take Control, der Tourneen im Vorprogramm von Miles Kane, Royal Blood und The Amazons folgten. Ein Jahr später veröffentlichte die Band ihre zweite EP Love’s Not Enough. Beide EPs wurden im Liverpooler Studio Parr Street mit James Skelley und Chris Taylor aufgenommen. Nach der Veröffentlichung der zweiten EP stieg der Schlagzeuger Chrissy Moore aus und durch Paul Crilly ersetzt wurde. Mit Callum Thompson wurde darüber hinaus noch ein zweiter Gitarrist in die Band geholt.
Am 11. März 2022 veröffentlichte die Band über Fiction Records ihr von Catherine Marks produziertes Debütalbum Reeling, welches auf Platz neun der britischen Albumcharts einstieg. Im Mai 2022 spielten The Mysterines ihre erste Tournee in Nordamerika und traten zum Abschluss auf dem Festival Welcome to Rockville auf. Die Band trat am 18. Juni 2022 in der BBC-Show Later with Jools Holland auf. Im Oktober und November 2022 spielten The Mysterines eine weitere Tour durch Nordamerika, bei der die Band gemeinsam mit Badflower für Awolnation eröffneten. Darüber hinaus traten The Mysterines bei den Festivals Louder Than Life und Aftershock Festival auf. Das Lied Hung Up wurde für den Soundtrack des Videospiels NHL 23 verwendet.
Im Frühsommer 2023 eröffneten The Mysterines gemeinsam mit The Hives als Vorgruppen die Stadiontournee der Arctic Monkeys durch das Vereinigte Königreich und Irland. Außerdem spielte die Band auf dem Haldern Pop Festival. Anfang 2024 folgte eine Europatournee mit HotWax im Vorprogramm von Frank Carter & The Rattlesnakes. Das mit dem Produzenten John Congleton in Los Angeles aufgenommene zweite Studioalbum Afraid of Tomorrows sollte ursprünglich am 7. Juni 2024 erscheinen. Wegen Verzögerungen bei der Herstellung der Vinyl-Varianten erschien das Album jedoch erst am 21. Juni 2024 und erreichte Platz elf der britischen Albumcharts. Am 7. Juli 2024 spielte die Band auf dem Festival 20 Years of Bloc Party im Londoner Crystal Palace.

## Stil
Jake Richardson vom britischen Magazin Kerrang! beschrieb die Musik der Mysterines als von Indie-Rock und Grunge beeinflussten Alternative Rock, der sowohl von 1990er Bands wie Nirvana und Hole als auch von zeitgenössischen Bands wie Royal Blood inspiriert wurde. Laut Rhys Bucanan vom britischen Magazin New Musical Express spielen The Mysterines „spannenden Grunge-Rock mit überdimensionierter Prahlerei“. James Wilkinson von Allmusic nannte Hole und PJ Harvey als Einflüsse.

## Diskografie

### Studioalben
| Jahr | Titel Musiklabel                    | Höchstplatzierung, Gesamtwochen, AuszeichnungChartsChartplatzierungen (Jahr, Titel, Musiklabel, Platzierungen, Wochen, Auszeichnungen, Anmerkungen) | Anmerkungen                         |
| Jahr | Titel Musiklabel                    | UK | Anmerkungen                         |
| ---- | ----------------------------------- | --- | ----------------------------------- |
| 2022 | Reeling Fiction Records             | UK9 (1 Wo.)UK | Erstveröffentlichung: 11. März 2022 |
| 2024 | Afraid of Tomorrows Fiction Records | UK11 (1 Wo.)UK | Erstveröffentlichung: 21. Juni 2024 |

### EPs
| Jahr | Titel Musiklabel                         | Anmerkungen                            |
| ---- | ---------------------------------------- | -------------------------------------- |
| 2019 | Take Control Selbstverlag                | Erstveröffentlichung: 8. August 2019   |
| 2020 | Love’s Not Enough Pretty Face Recordings | Erstveröffentlichung: 22. Mai 2020     |
| 2022 | All These Things Fiction Records         | Erstveröffentlichung: 21. Oktober 2022 |

### Musikvideos
| Jahr | Titel                                  | Regisseur(e)                |
| ---- | -------------------------------------- | --------------------------- |
| 2018 | Hormone                                | James Slater                |
| 2019 | Bet Your Pretty Face                   | James Slater                |
| 2019 | Take Control                           | Edwin Burdis                |
| 2020 | Love’s Not Enough                      | Corey Rid                   |
| 2020 | I Win Every Time                       | Corey Rid                   |
| 2021 | In My Head                             |                             |
| 2021 | Hung Up                                | Sam Crowston & Lia Metcalfe |
| 2022 | Dangerous                              | Steve Gullick               |
| 2022 | Life’s a Bitch (But I Like It So Much) | Steve Gullick               |
| 2022 | All These Things                       | Steve Gullick               |
| 2024 | Stray                                  | Matilda Harding-Kemp        |
| 2024 | Sink Ya Teeth                          | Sandra Ebert                |
| 2024 | The Last Dance                         | Polocho                     |